# Manuel Maria Coelho
Manuel Maria Coelho (Chaves, 6 de Março de 1857 – Lisboa, 9 de Janeiro de 1943) foi um oficial do Exército Português e político dos tempos da Primeira República Portuguesa, que, entre outras funções de relevo, foi governador de Angola e presidente do Ministério (primeiro-ministro) após a "Noite Sangrenta" de 19 de Outubro de 1921. Activo militante republicano e membro da Maçonaria, desenvolveu uma intensa actividade na imprensa, tendo sido director, fundador e colaborador de diversos jornais e publicações. No posto de tenente, foi um dos revolucionário da Revolta do 31 de Janeiro de 1891, sendo autor, juntamente com João Chagas, da obra História da Revolta do Porto.

## Biografia
Nascido em Chaves frequentou o ensino secundário nos liceus de Braga e do Porto, após o que foi admitido na Escola do Exército, onde concluiu o curso de infantaria.
Em 1880, ainda aluno da Escola do Exército, envolveu-se na actividade política como apoiante dos ideais republicanos, convicções que defenderia publicamente durante toda a sua vida e que lhe trariam, por diversas vezes, dificuldades na sua carreira militar. 
Activo colaborador da imprensa republicana, destacou-se na crítica à cedência portuguesa ao ultimato britânico de Janeiro de 1890, o que lhe valeu uma transferência compulsiva de unidade, sendo colocado na guarnição da cidade o Porto, adstrito ao Regimento de Infantaria n.º 10.
Naquele Regimento, com o posto de tenente, foi um activo propagandista republicano. Surgindo aquilo que os republicanos do Porto entenderam como uma oportunidade de impor o regime republicano pela via das armas, foi um dos líderes da Revolta do 31 de Janeiro de 1891, que a partir do Porto tentou derrubar a Monarquia Constitucional Portuguesa.
Quando aquela sublevação fracassou, Manuel Maria Coelho foi detido e sujeito a um conselho de guerra que o condenou a 5 anos de degredo em Angola, pena que cumpriu até 1896. 
Terminada a deportação, voltou a Portugal e retomou, na imprensa, a sua luta visando implantar um movimento republicano coeso, o que nunca conseguiu. Sentindo-se desapoiado, regressou voluntariamente a Angola. Depois de uma breve passagem por Portugal, durante a qual retomou, sem êxito, a sua acção de propaganda republicana, retirou-se para a ilha de São Tomé, onde permaneceu até 1910, apenas regressando a Lisboa após a Proclamação da República Portuguesa.
Após a implantação da República, a sua participação na Revolta de 31 de Janeiro de 1891 fez dele um dos poucos detentores da medalha de bronze comemorativa daquela sublevação, distinção exclusiva dos revolucionários que a fizeram.
Depois da Implantação da República, com o posto de major, foi nomeado para o cargo de governador-geral de Angola (de 18 de Janeiro de 1911 a 26 de Janeiro de 1912). Em 1914 foi encarregado de chefiar uma missão luso-alemã encarregue de estudar a construção de uma rede de caminho-de-ferro que ligasse o sul de Angola à então colónia alemã do Sudoeste Africano. Também participou numa comissão de estudo encarregue de determinar a viabilidade de introduzir o cultivo da beterraba sacarina em Angola. Em 1917 assumiu o governo interino da Guiné Portuguesa.
Também desempenhou funções na administração da Caixa Geral de Depósitos e depois na administração da Companhia de Moçambique.
Nas eleições gerais de 1921 foi eleito deputado pelo círculo de Lisboa, iniciando uma breve carreira parlamentar. Nesse mesmo ano, com o posto de coronel foi nomeado comandante do Hospital Militar de Campolide, cargo que ocupava quando foi um dos líderes da revolta que levou à demissão e assassinato de António Granjo.
No decurso da revolta que desembocaria na "Noite Sangrenta" de 19 de Outubro de 1921 e no assassinato de Machado Santos e de António Granjo, que acabara de se demitir de presidente do Ministério, foi escolhido por António José de Almeida, então presidente da República, e com o acordo do directório do Partido Democrático Republicano, para chefiar o governo de emergência que então se formou. Exerceu as funções entre 19 de Outubro e 5 de Novembro de 1921. Solicitou a demissão a 3 de Novembro por se temer uma intervenção estrangeira, correndo boatos da chegada iminente de navios de guerra ingleses, franceses e espanhóis.
Passou à reserva no posto de coronel de Infantaria, dedicando-se então a estudos de História da Filosofia e de Ciências Naturais. Foi sócio destacado da Sociedade de Geografia de Lisboa.
Foi fundador e redactor de diversos periódicos republicanos, para além de prolífico articulista em vários jornais republicanos. Ainda aluno da Escola do Exército, fundou e dirigiu o semanário A Justiça, publicado em Lisboa em 1880 e 1881. Quando esteve degredado em Angola, fundou e dirigiu o periódico A Província, publicado em Luanda no ano de 1893. Em 1898 dirigiu o vespertino portuense a Folha do Norte.
Em 1931 foi o 31.º Presidente do Conselho da Ordem do Grande Oriente Lusitano.
Em 1932, já depois do Golpe de 28 de Maio de 1926, dirigiu o Diário da Noite, de Lisboa, e colaborou em diversos periódicos republicanos, entre os quais a revista Seara Nova, na qual publicou diversos artigos entre 1929 e 1936. Em colaboração com João Chagas é autor da obra História da Revolta do Porto, um trabalho de referência sobre a Revolta de 31 de Janeiro de 1891.
Nunca aceitou condecorações por ser Maçon.